# Bertram Ramsay
Sir Bertram Home Ramsay (Londra, 20 gennaio 1883 – Toussus-le-Noble, 2 gennaio 1945) è stato un ammiraglio britannico, ufficiale della Royal Navy durante la seconda guerra mondiale.

## Biografia
Nato a Londra da una famiglia scozzese, nel 1898 si arruola nella Marina britannica e serve come guardiamarina sulla HMS Britannia e poi sulla HMS Crescent.

### La prima guerra mondiale
Durante la prima guerra mondiale gli viene affidato il comando del monitore M25 con il compito di pattugliare le coste del Belgio. Nell'ottobre 1917 gli viene conferito il comando del cacciatorpediniere HMS Broke.
Il 9 maggio 1918 prende parte al secondo raid di Ostenda e al raid di Zeebrugge.

### La seconda guerra mondiale
Promosso viceammiraglio nell'agosto 1939 viene incaricato di dirigere le operazioni nell'area di Dover con il compito di difendere il Canale della Manica da passaggi di sottomarini nemici.

#### L'operazione Dynamo
Per approfondire vedi operazione Dynamo
Dopo lo scoppio della seconda guerra mondiale e la disfatta della Francia, organizzò l'evacuazione da Dunkerque (in Belgio) delle truppe alleate assediate dall'esercito tedesco.
L'operazione fu un successo e permise di riportare nel Regno Unito 338.226 soldati britannici e alleate. Per i successivi due anni fu incaricato di difendere Dover da una possibile invasione tedesca.

#### L'operazione Torch
Per approfondire vedi: operazione Torch
Il 29 aprile 1942 venne nominato Comandante delle forze navali in vista dell'apertura di un fronte occidentale. Lo sbarco nella Francia occupata venne però rinviato e Ramsay fu nominato vice-comandante delle operazioni navali in Nord Africa, sotto il comando di Sir Andrew Cunningham.
Ramsay fu in seguito incaricato di pianificare la fase di sbarco dell'invasione Alleata della Sicilia e dell'operazione Nettuno.

### La morte
Il 2 gennaio 1945 Ramsay, che doveva recarsi a Bruxelles per incontrare il generale Bernard Law Montgomery, rimase ucciso in un incidente aereo a Toussus-le-Noble, nei pressi di Parigi.